# QF 25磅榴彈炮
QF 25磅炮（英語：Ordnance QF 25-pounder），或稱25磅炮，是英国陆军在第二次世界大战中广泛使用的一种3.45英寸（87.6 mm）口径的野战加榴炮。25磅炮在二战爆发前刚刚进入部队服役，它的设计结合了榴弹炮和加农炮的特性，既可以平射兼具反坦克能力，又有很高的最大射角，能有效地为部队提供曲射支援。作为一门相对轻量级的火炮，25磅炮的射速和杀伤力都很优秀。二战中，25磅炮参与了西欧和北非战区的各场战役；在战后，25磅炮继续在英国陆军中服役，直到20世纪60年代才退居二线——英国陆军中训练单位一直使用25磅炮到80年代。二战爆发后，25磅炮被大量提供给各英联邦自治领和其他同盟国部队。这些国家同样在战后长期使用25磅炮，其弹药直至今日还在生产。虽然最开始25磅炮的生产速度十分缓慢，但随着战争进程，到1945年时，一共有高达12000门火炮被生产出来。总的来说，由于其性能全面，可靠耐用，25磅炮是二战中英国生产的最优秀的野战炮。

## 设计
25磅炮的初始设计起源于英军试图更新替代部队中第一次世界大战时期遗留的QF 18磅炮（3.3英寸（84）口径）和QF 4.5英寸榴弹炮 （114.3毫米口径）。英军希望下一代的野战炮既能有18磅炮的高炮口初速，又能像4.5英寸榴弹炮那样使用不同份量的发射药以改变弹道特性；口径最好在二者之间，大概3.5—4.0英寸（89—102），炮弹重约30英磅（14）。
由于缺乏资金，25磅炮的研制进展十分缓慢。最终皇家兵工厂决定先在18磅炮的基础上，保留炮架，设计一种新的炮身，直到有了足够的资金，再去设计新炮架。这种妥协的结果就是一门安装在18磅炮后期型炮架上，3.45英寸（87.6）口径，发射25英磅（11.3）弹药的新野战炮，被称为Mark I型25磅炮。其中一种后期型炮架有个大型圆形底座盘，之后被选作为Mark II型25磅炮设计的新炮架的基础。当火炮进入开火位置时，炮组会把整个炮架架在这个底座盘上。使用底座盘的好处是当火炮开火时大部分后坐力都能被底座吸收，使得25磅炮在开火时十分稳定；与此同时，炮组能很容易地旋转火炮，向360°全向开火。

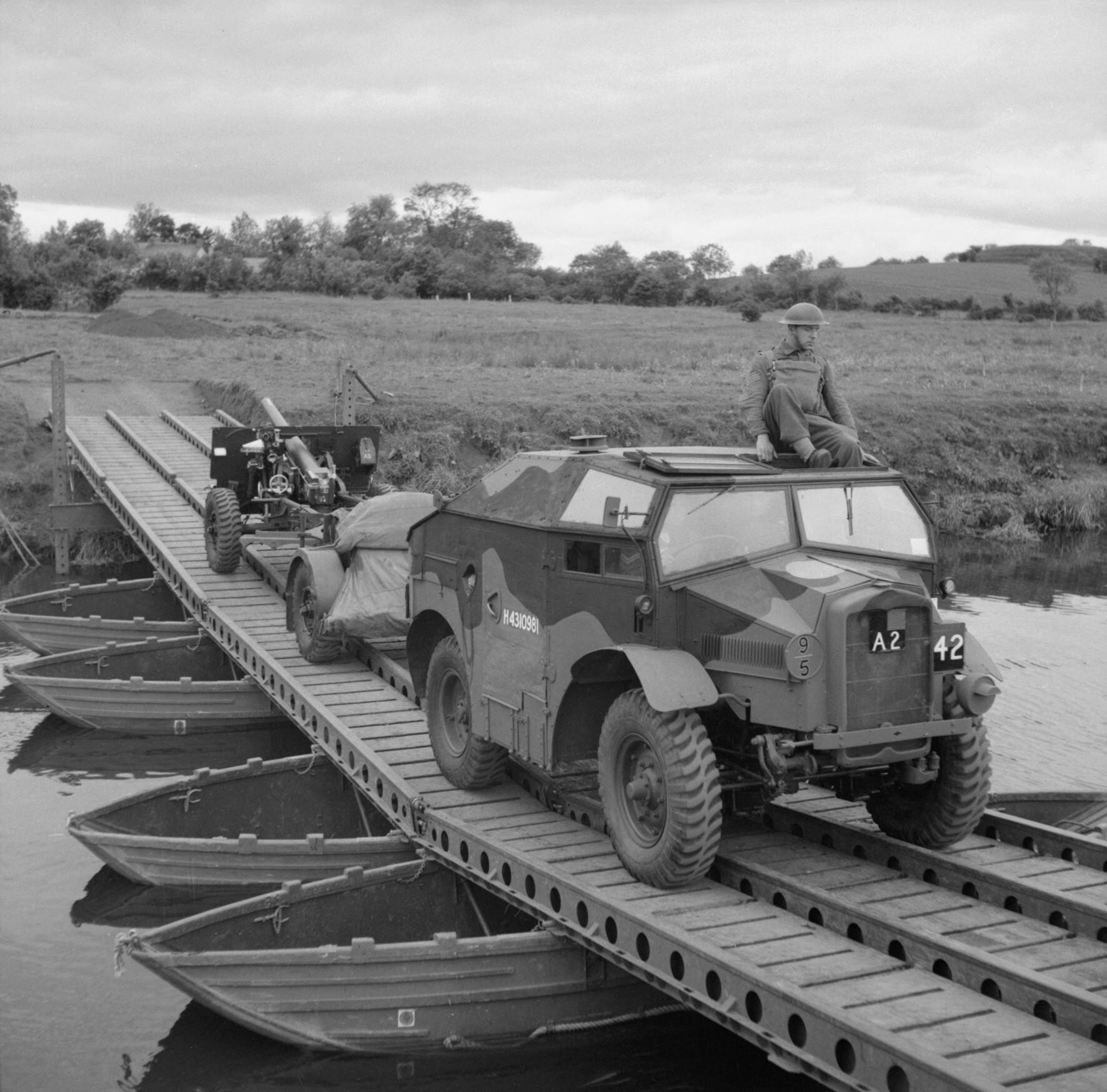
一门被莫里斯 C8火炮拖车牵引的25磅炮，北爱尔兰安特里姆郡，1942年6月26日

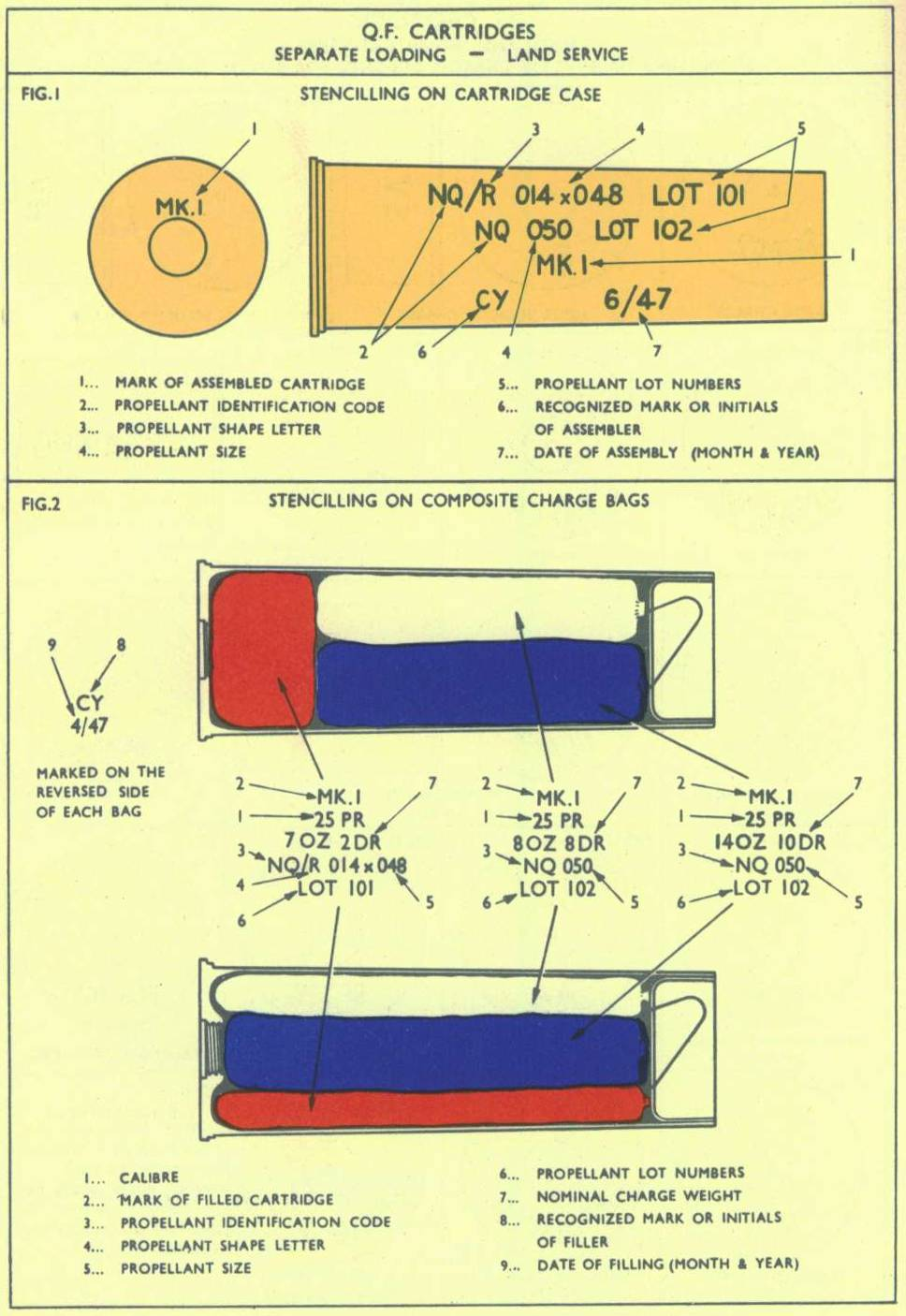
25磅炮的发射药图示

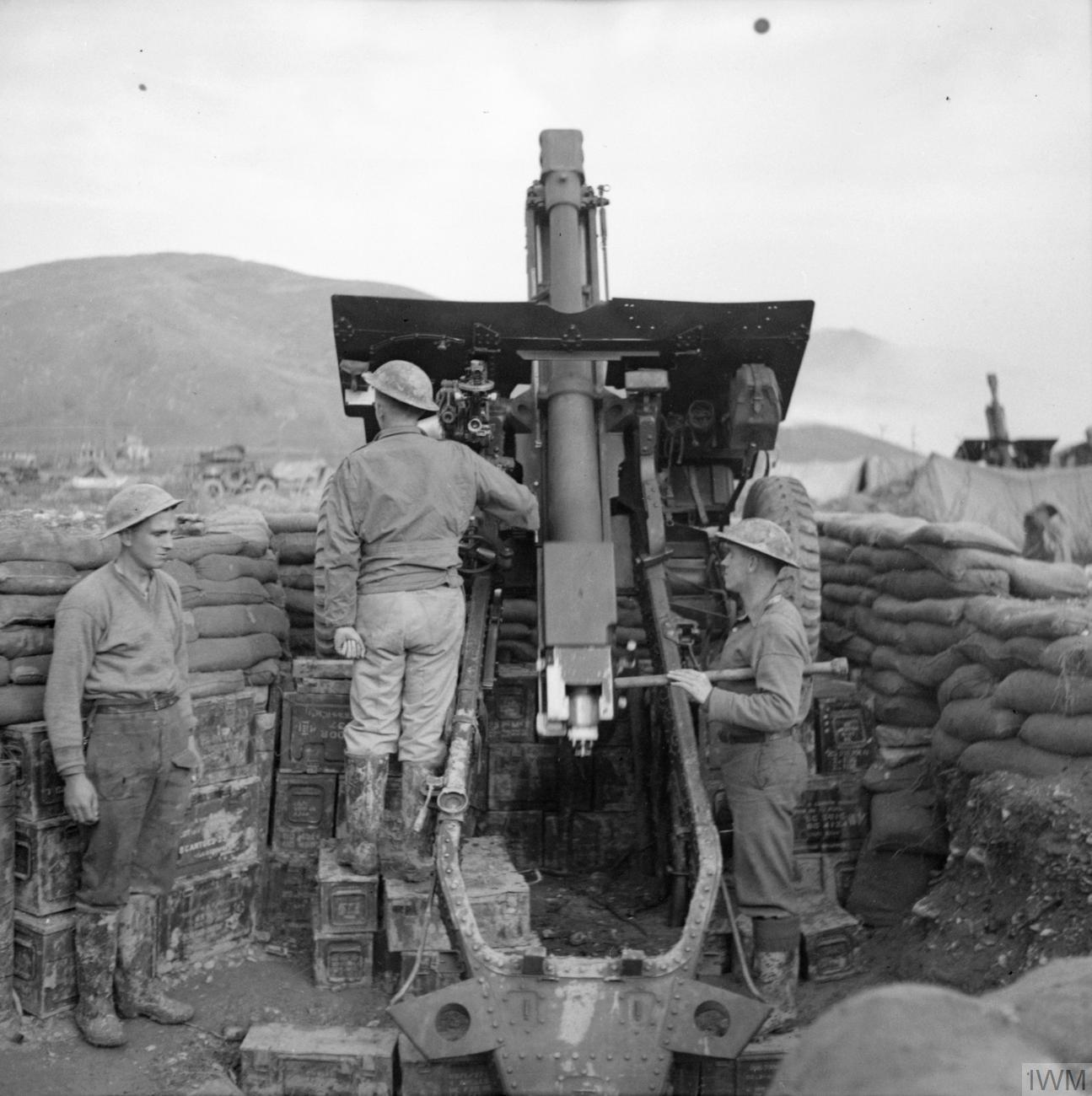
一门架高前轮，进行高射角开火的25磅炮，意大利圣克莱孟，1944年12月2日

与前身18磅炮不同，25磅炮使用榴弹炮式的分装式弹药。最初的MK1型只有3种装药：装1，2，或3号药。MK2型号增添了“超量”装药，用于发射穿甲弹。1943年，新的额外装药投入使用，和"超量"装药一起装填时能增加穿甲弹的威力，但使用时开火后坐力过大，需要在炮口上增装制退器。最后，另一种额外装药可以让25磅炮用高射角开火，但此时需要炮兵改装瞄具，卸下底座盘，和建造特殊的发射阵地。
和同时期的大部分英制榴弹炮一样，25磅炮有着校准过的曲射瞄具。其瞄具上已经写好了不同射击角度下炮弹的射程，而不单单是仰角。除此之外，25磅炮也装备有发射穿甲弹时使用的直射炮镜。不论是直射还是曲射开火，25磅炮的炮手都可以独立操作火炮的俯仰和回转，使得瞄准和跟踪目标十分方便。
每门25磅炮附带一辆弹药拖车（"trailer, artillery, No 27"）。这辆拖车可以充当一般火炮前车的功能：在运输中，火炮被连接在弹药拖车上，然后火炮牵引车拖曳整台炮车前进。不过在特殊情况下，25磅炮也可以不需要弹药托车，直接被火炮牵引车拖曳。每辆弹药拖车一共携带32发炮弹，其他的炮弹被放在火炮牵引车和炮架上。每个炮班（2门炮）还会拥有一辆拖曳着两台弹药拖车的额外火炮牵引车用来携带弹药。
每门炮的炮组分工如下：

1. 炮长 （中士）
2. 操作炮闩及推弹
3. 负责瞄准
4. 负责装填
5. 运输弹药
6. 运输弹药，通常也是副炮长，负责准备弹药和设定引信

这个6人炮组在官方的“缩编炮组”下可以减至4人。
不少企业都参与了25磅炮的生产，如维克斯-阿姆斯特朗公司,贝克-帕金斯公司和威尔斯公司都协助制造了部件。不过大部分零件还是由皇家兵工厂的各个工厂生产的。25磅炮在英联邦国家也有生产：在加拿大，索雷尔公司能生产组装整门火炮，安装在同样在加拿大生产的司事式自行火炮上；澳大利亚生产的25磅炮的炮架是焊接的，而不是像在英国和加拿大生产的那样是铆接的。一共加起来全世界各地25磅炮的总产量超过了13000门。

## 弹药
25磅炮使用分装弹药，装填时先推入弹头，再推入发射药筒。发射药被装在通常是黄铜制的药筒中，作为整体被一起装填。另外，和大部分速射炮一样，25磅炮的药筒是自闭气的。
发射药的种类有很多，英国标准是使用双基发射药（硝化纤维/硝酸甘油），而美国标准是使用单基发射药（硝化纤维）。然而战争中三基发射药（硝化纤维/硝酸甘油/硝基胍）被使用得更多，并最终取代了其他种类的发射药。一般情况下，黄铜药筒中会被放进三个分别是红色，白色，和蓝色的药包。装1号药时拿出两个药包，只放进红色药包；装2号药时拿出蓝色药包；装三号药时加入全部三个药包。装入的药包越多，炮弹的设定射程就会越长。当药包被全部放入后，炮兵会把药筒的顶端用一个皮革盖子封闭备用。当使用“超量”装药时，药筒中只会被放进一个大号药包。1943年，为了提升25磅炮穿甲弹的威力，英国陆军引入了新的160g重的线状无烟火药额外装药（称为“超量+”）；使用时炮兵会把这个额外药包和“超量”装药的大号药包一起装进药筒。 1944年，为了改善25磅炮高角度开火时的表现，英军又引入了配合1号药和2号药使用的113g重的“中间”额外装药。每袋“中间”额外装药提供1/3号装药，所以例如和2号药一起使用时，一袋额外装药就是2又1/3号药，两袋额外装药就是2又2/3号药；这使得炮兵一共能使用7种不同的装药，能更好地控制炮弹落点。

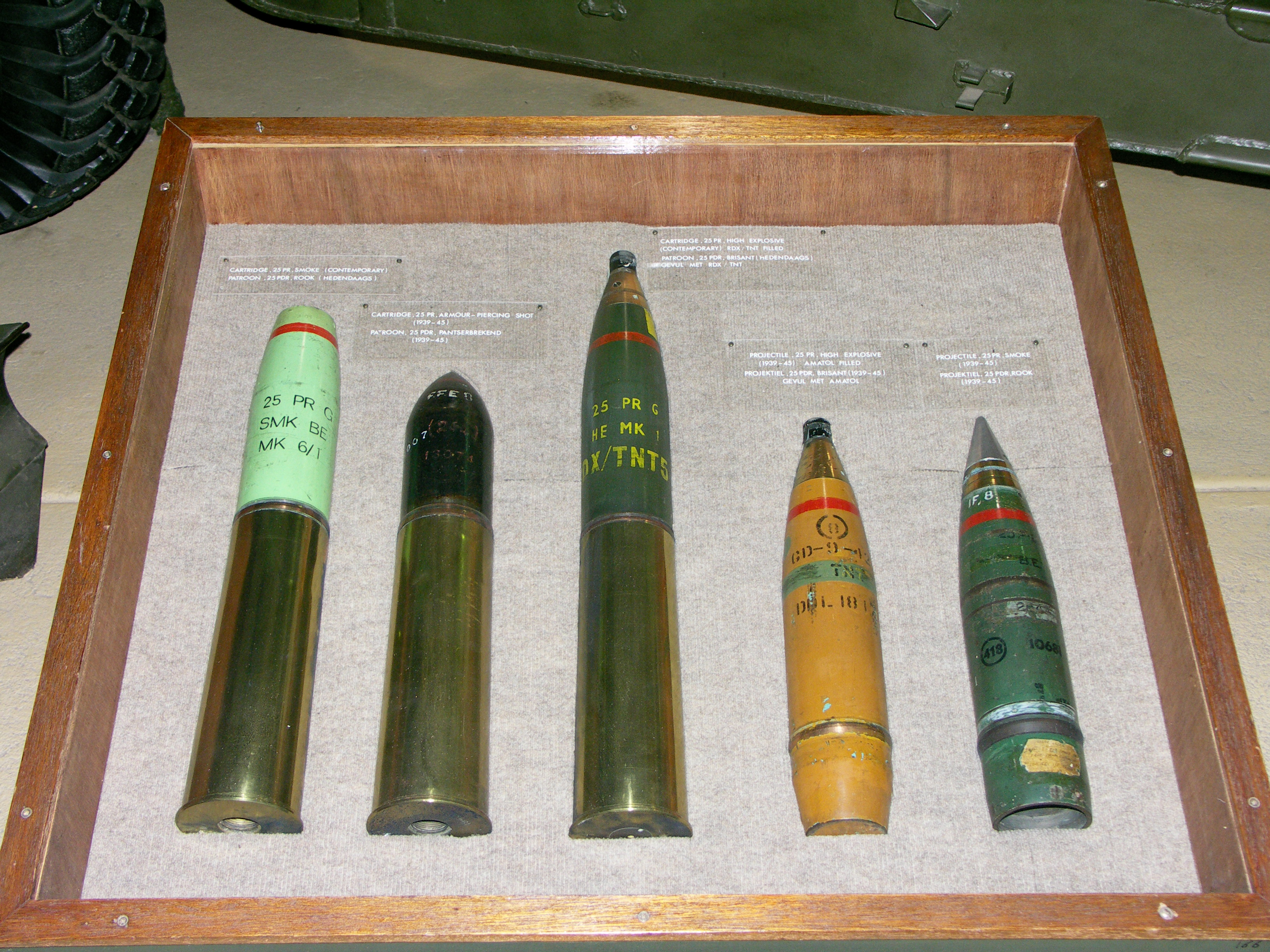
25磅炮的弹药。从左向右: 烟雾弹，穿甲弹，高爆弹（RDX/TNT），高爆弹（阿马托）, 烟雾弹（1955年前的涂装）。注意虽然看起来是一体的，但是弹头和药筒是分开的两部分。

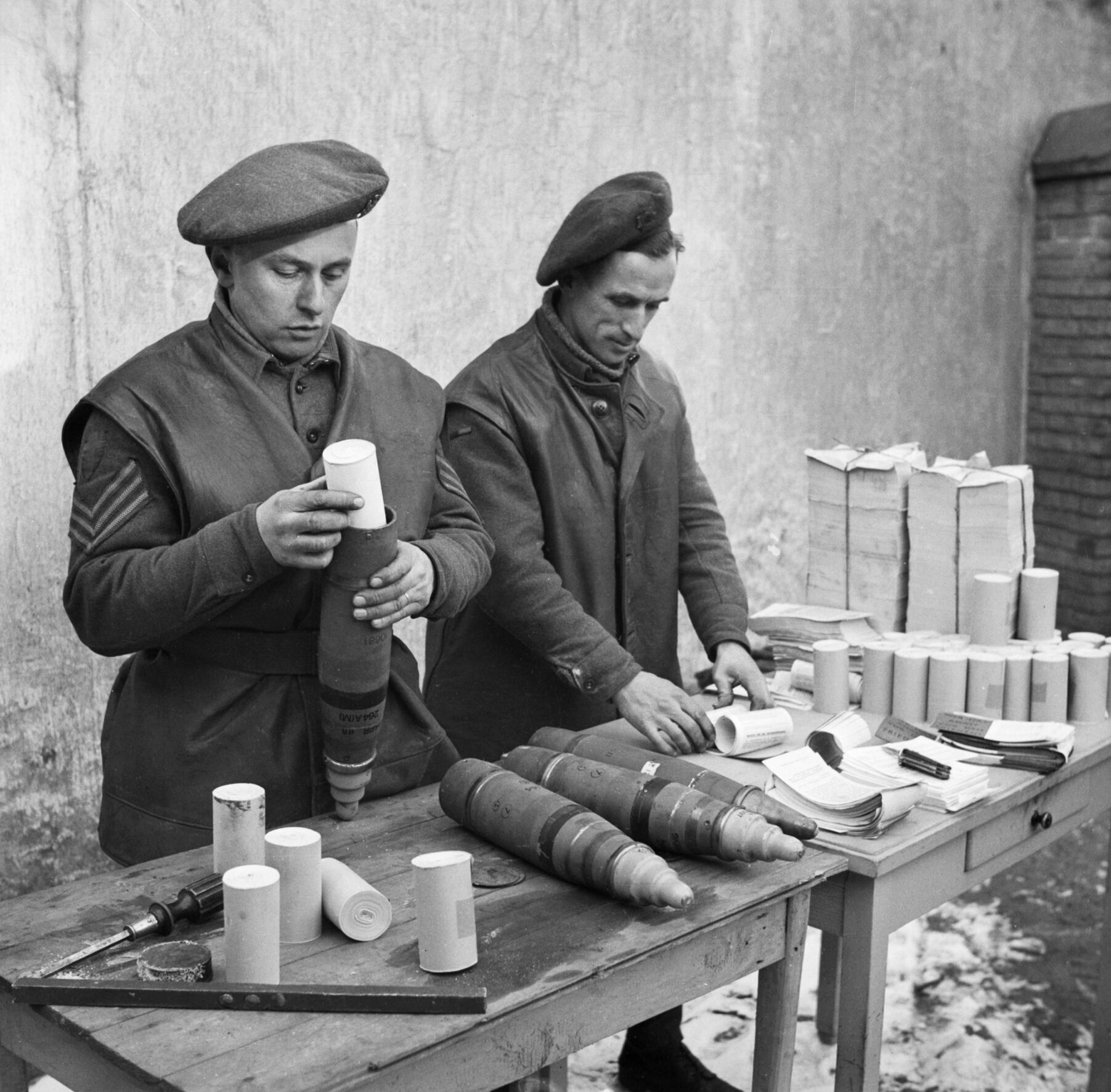
炮手向弹头中装填宣传单，
鲁尔蒙德，荷兰，1945年一月

25磅炮主要使用的弹头是装药为450-900克TNT的高爆弹。 其他弹种还有烟雾弹，照明弹，和毒气弹。战争期间，燃烧弹和彩色信号弹虽然也被研发了出来，但是没被投入现役。有些时候炮兵会往烟雾弹里装填宣传单和用于干扰德军雷达的干扰箔。和美国不同，英国并没有为其主力野战炮25磅炮研制白磷弹。25磅炮也可以使用穿甲弹（AP）作反坦克炮使用，最开始使用的是20英磅（9.1）重的穿甲弹，但是后来换成了风帽穿甲弹（APBC）。穿甲弹只能用3号以上的发射药发射，以获得足够的炮口初速。
在发射穿甲弹（AP）时，25磅炮能击穿500码外，厚度为63毫米的30度倾斜装甲板。其穿甲能力略好于同时期英军装备的主力反坦克炮，QF 2磅炮。事实上，在希腊战役期间，新西兰部队发现用25磅炮即使发射高爆弹也能瘫痪德军坦克，因此面对德军三号坦克和早期型四号坦克时，25磅炮是非常有效的反坦克武器。但随着德军坦克防护的增长，以及25磅炮作为反坦克炮实在太重难以机动，25磅炮在1942年QF 6磅炮服役后就很少作为反坦克炮使用，1943年后25磅炮的穿甲弹药也不再生产。战争期间加拿大为25磅炮研制了破甲弹，但随着QF 17磅炮投入使用，研发不了了之。在战后，英国把所有的穿甲弹都替换成穿甲表现更好的碎甲弹。
25磅炮主要使用117号引信（触爆），119号引信（触爆,擦爆），和时控引信。1944年末后，炮兵部队获得了近炸引信，用于更好地制造空爆弹。

## 服役历史

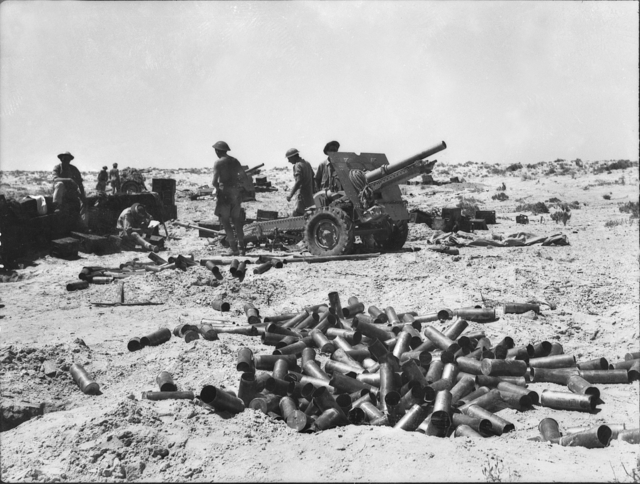
阿拉曼战役中的澳大利亚25磅炮，1942年7月

25磅炮是所有英联邦国家在二战中的主力野战火炮，广泛使用于步兵部队，装甲部队，各殖民地部队，和皇家空军的特战部队中。 战争期间，一个英式编制的步兵师拥有72门25磅炮，编在3个炮兵团中；而一个英式装甲师则拥有一个牵引式火炮团（24门炮），和一个自行火炮团（通常是司事式自行火炮）。

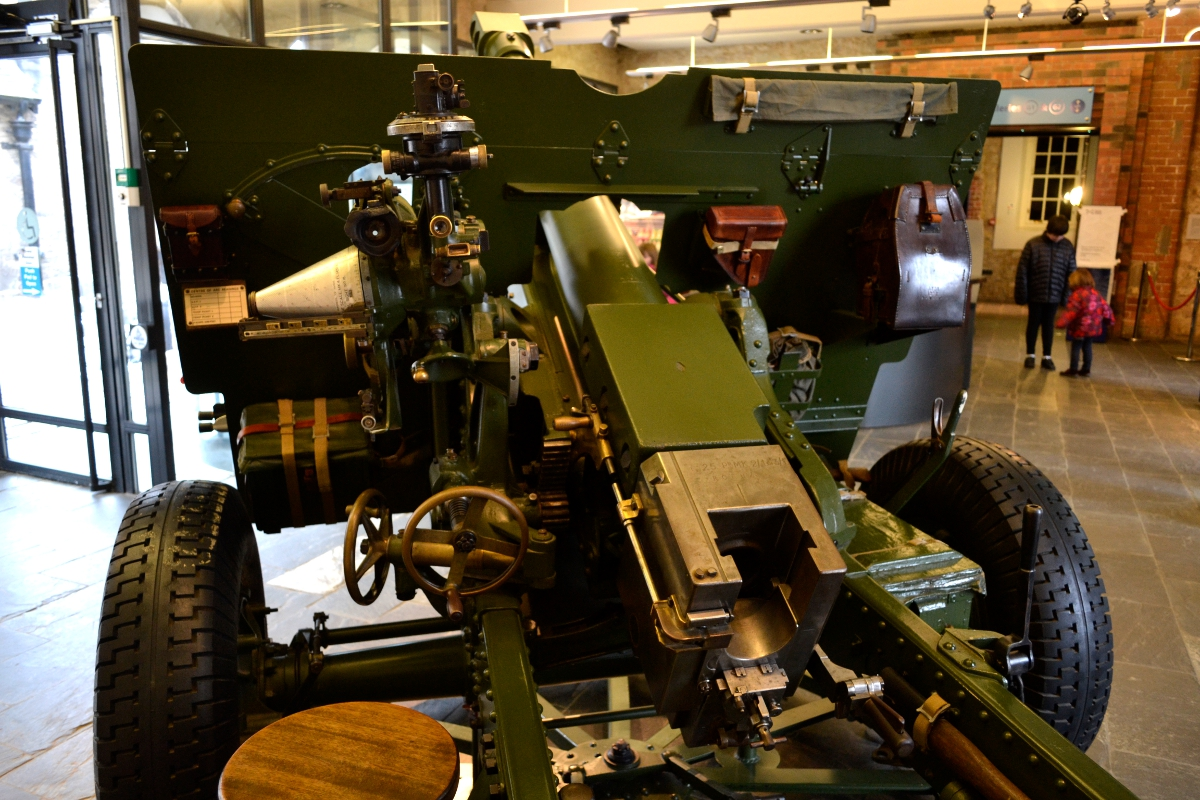
炮手视角中的25磅炮

1941年，英国陆军在瓦伦丁坦克底盘上设计了一个容纳25磅炮的炮塔，研发了主教式自行火炮。但主教式自行火炮的表现乏善可陈，最终被美国制105毫米口径的M7牧师式自行火炮所替代。由于弹药不通用，英军中的牧师式自行火炮又在1944年被加拿大研发的司事式自行火炮所替代。司事式的底盘由加拿大自产，但其安装的火炮一般从英国进口。1943年时，由于虎式坦克在北非的出现，英军将开发中的17磅炮的炮身和25磅炮的炮架结合，组成了应急性的17/25磅-“野鸡”反坦克炮，一直使用到意大利战役期间17磅炮的炮架开发完成。

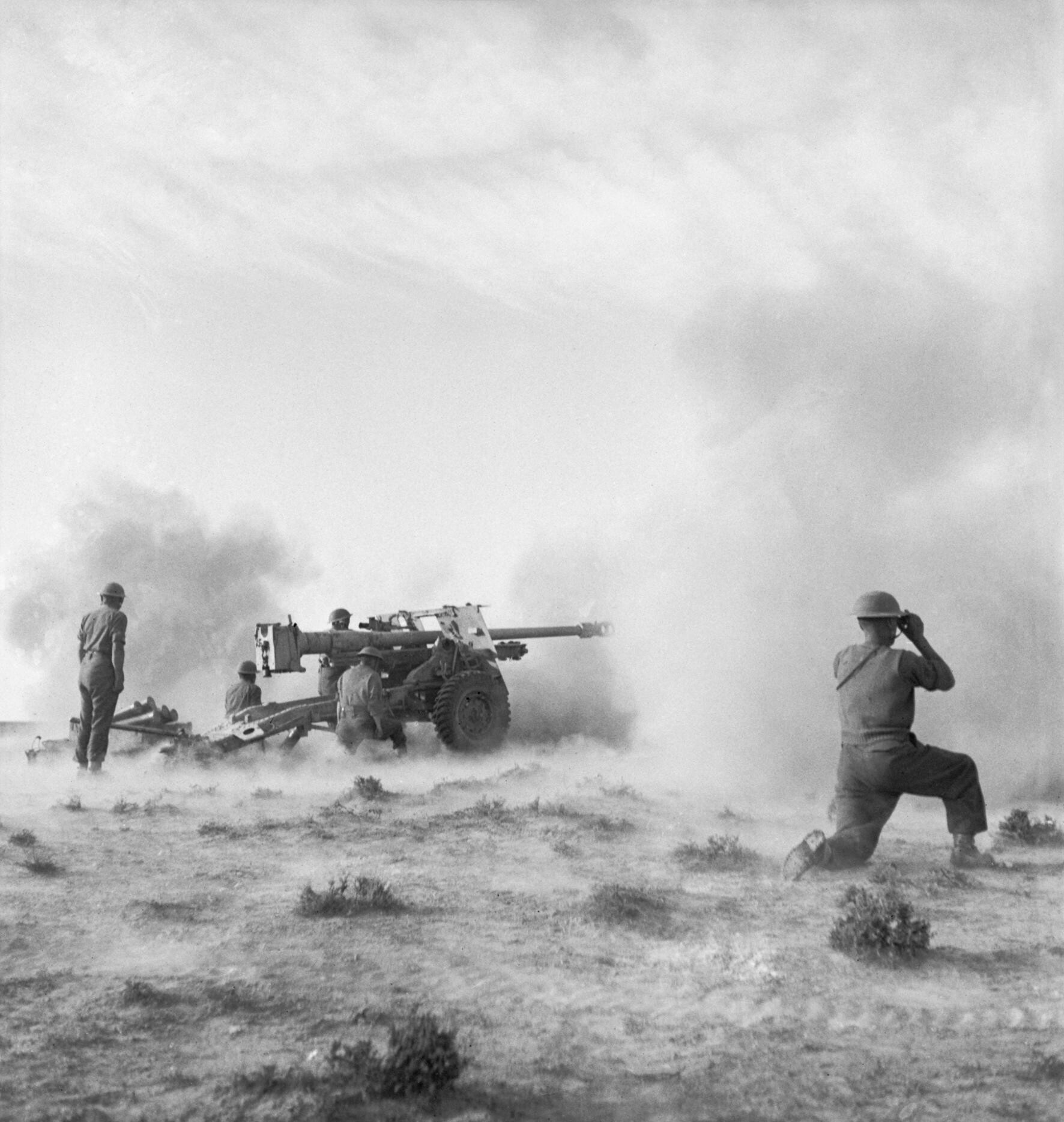
17/25磅-“野鸡”反坦克炮

和二战中其他国家的师属火炮（一般为105毫米级别，如德军LeFH 18榴弹炮）相比，25磅炮的重量较轻，口径较小，但射程更长。从战果来看，25磅炮是十分优秀的：25磅炮的高射速和高毁伤甚至在1944年西线战役期间让许多德国士兵相信英国人的25磅炮是全自动的。
20世纪60年代后，英军中服役的25磅炮被FV433自行火炮，奥托梅莱拉56型山炮，和L118型轻型火炮所取代。
除了英联邦国家之外，二战中包括自由法国，希腊，波兰，捷克斯洛伐克，荷兰，比利时和卢森堡的部队也使用了25磅炮。战争中美国炮兵向德国部队开的第一炮也是从一门25磅炮中发射的。
在二战后，各英联邦国家均将25磅炮使用到了60年代。朝鲜战争中，英国，加拿大和新西兰部队使用了25磅炮；馬來亞緊急狀態时，英国和澳大利亚炮兵将25磅炮带到了东南亚；历次中东战争，印巴战争和南非边境战争中也多次出现25磅炮的身影。

## 型号

### Mark I
有时也被叫做“18/25磅炮”。Mark I型使用了25磅炮的炮身和炮闩，和改造后的18磅炮炮架。Mark I型25磅炮参与了挪威战役和法国战役，但敦刻尔克大撤退之后，近半的Mark I型都被遗弃在了法国。这之后Mark I型25磅炮参与了北非战役，但在1942年后被Mark II型25磅炮取代。Mark I型25磅炮由于使用了18磅炮的旧式炮架，无法用“超量”装药发射穿甲弹。Mark I型一共生产了不到2000门。

### Mark II

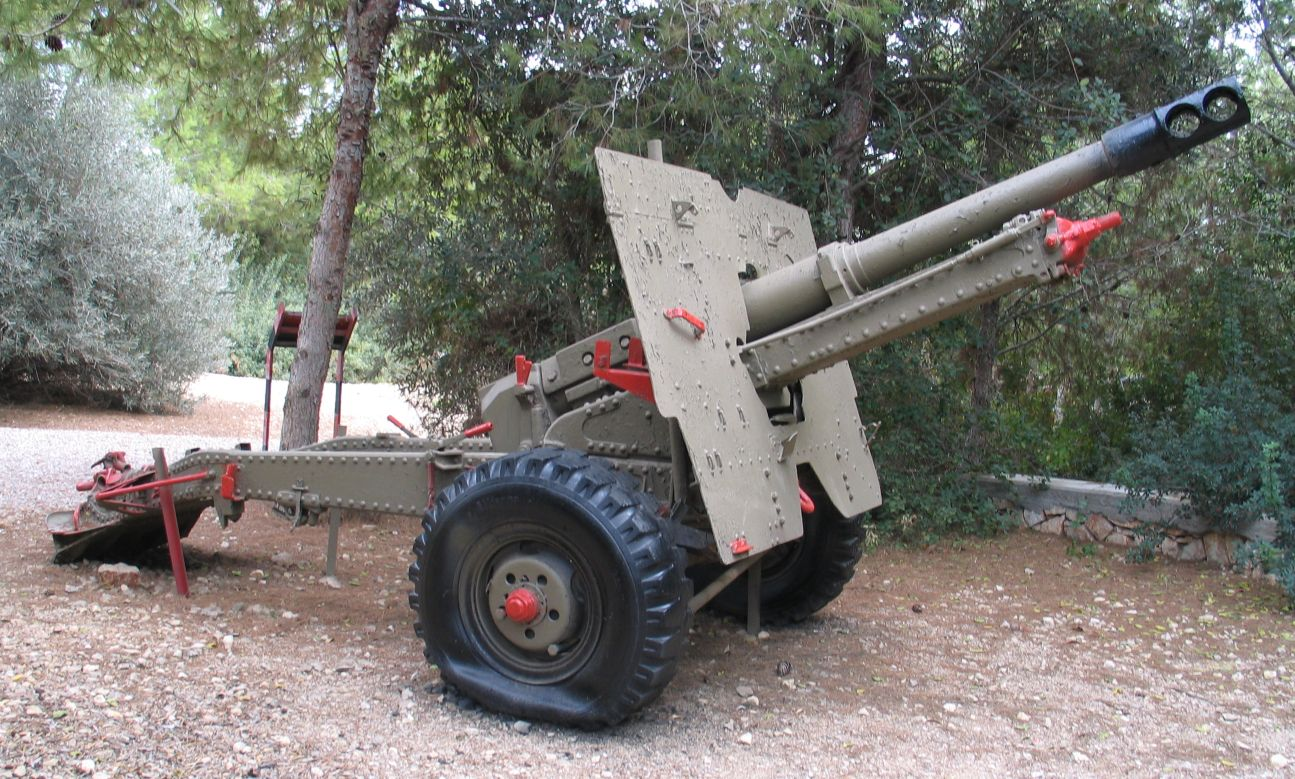
装备炮口制退器的25磅炮

使用新设计的炮架的型号，也是战争中大量生产的标准型号。主要在英国生产，但在澳大利亚和加拿大也有少部分生产。1940年进入量产，并在1940年5月进入部队服役。1942年后，新生产Mark II型25磅炮增添了炮口制退器以更好地发射穿甲弹，为了平衡，炮闩附近增加了配重。Mark II型的特征是炮架上巨大的圆形底座盘。另外Mark II型25磅炮所使用的炮架被英国官方称作Mark I型炮架。

### Short, Mark I

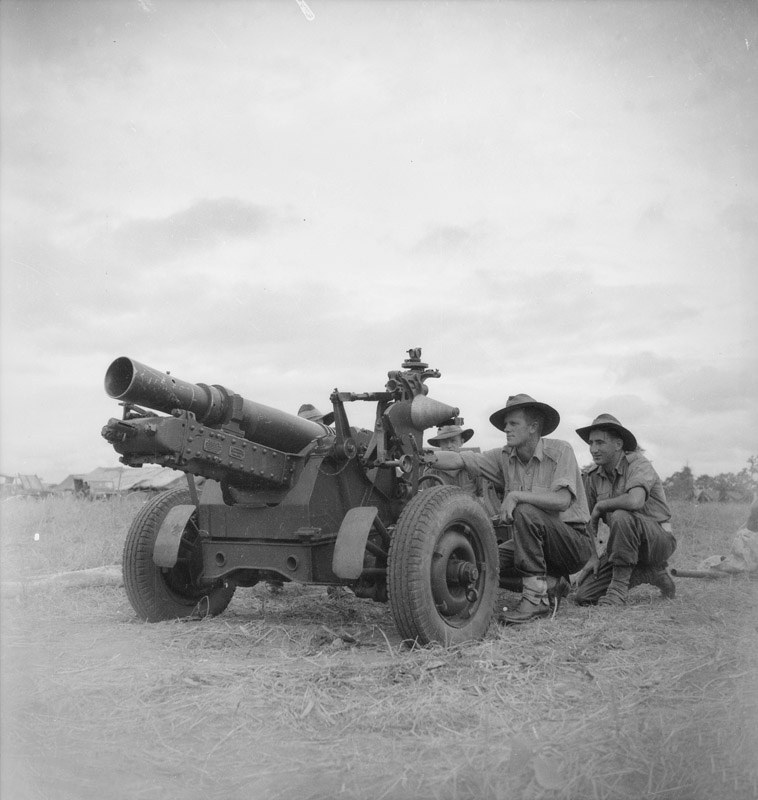
一门25磅短管炮，新几内亚，1944年

25磅短管炮是澳大利亚设计制造的山炮版25磅炮。1943年进入量产。主要区别是缩短了炮身，去掉了护盾，炮架也经过了重新设计。重1,315（2,899英磅），比标准版本的Mark II型25磅炮轻大约315（694磅）。25磅短管炮是为了西南太平洋战区常见的丛林战斗而设计的，因此也只被该战区的澳大利亚军队使用。由于其较轻的重量，25磅短管炮可以被一辆吉普所牵引，也可以被分解成13部分空运。但在新几内亚战役的大部分时间里，由于丛林条件极为恶劣，澳军士兵一般只能用人力搬运火炮。

## 自行火炮改造

### 主教式自行火炮
基于瓦伦丁坦克底盘的自行25磅炮，很快被其他更好的设计取代。

### 司事式自行火炮
加拿大设计，基于白羊坦克或灰熊I巡航坦克底盘的自行25磅炮，在战争期间被大量生产。

### 飞矛式自行火炮
飞矛式自行火炮是战后澳大利亚设计生产的自行25磅炮，基于M3李坦克的底盘。

## 使用国家
- 比利时：二战期间[33] ，战后在刚果[34]
- 加拿大：作为礼炮
- 賽普勒斯
- 捷克斯洛伐克: 二战期间[35]
- 埃及[36]
- 法國: 自由法国[37]，法越战争[38]
- 印度尼西亞: 144门，从荷属东印度手中继承[39]
- 斐济: 服役到2014年[40]
- 希腊
- 印度
- 伊拉克王国[41][42]
- 愛爾蘭：作为礼炮
- 以色列[43]
- 约旦
- 義大利王國: 缴获
- 科威特[44]
- 黎巴嫩
- 賴索托[45]
- 盧森堡：作为礼炮
- 馬爾他：作为礼炮[46]
- 莫桑比克:至少服役到2002年[47]
- 緬甸：50门，仍在服役[48]
- 納粹德國：缴获[49]， Mk I 型被命名为 8.76 cm Feldkanone 280（e）, MK II 型被命名为 8.76 cm Feldkanone 281（e）.
- 荷蘭 [50] :服役到1984年
- 新西兰：作为礼炮[51]
- 奈及利亞
- 阿曼: 1976年时约有40门[52]
- 巴拉圭[53] :南非提供12门[54]
- 波蘭 ：（流亡波兰政府）二战期间
- 葡萄牙 [55]: 作为礼炮[56]
- [57]
- 羅德西亞
- 新加坡 ：作为礼炮[58]
- 南非 ：作为礼炮
- 越南共和国: 1953年时有122门
- 斯里蘭卡：作为礼炮
- 苏里南: 3门，出现2016年的游行中[59]
- 阿联酋[60]
- 英国
- 美国: 二战期间[22] [61]
- 辛巴威[25][62]
- 伊拉克库尔德斯坦 （1门，出现在摩苏尔的佩什梅格部队手中）